# Rio Cricou
Rio Cricou är ett vattendrag i Brasilien.   Det ligger i delstaten Amapá, i den norra delen av landet, 2 200 km norr om huvudstaden Brasília.
I omgivningarna runt Rio Cricou växer i huvudsak städsegrön lövskog. Trakten runt Rio Cricou är nära nog obefolkad, med mindre än två invånare per kvadratkilometer.